# Casa Rabanals
La Casa Rabanals és un edifici del municipi d'Arnes (Terra Alta) inclosa en l'Inventari del Patrimoni Arquitectònic de Catalunya.

## Descripció
Es tracta d'un edifici de tipologia rellevant, tant constructivament com urbanística, del que cal destacar la portalada o cobert, el qual, mitjançant el carrer Bonaire, ens porta al cobert del sastre, creant un eix amb possibilitats d'estudi. L'arc exterior és de mig punt descansant sobre impostes, l'altre, interior, és de dimensions més reduïdes, amb un cobert de bigues de fusta. Fins fa poc, d'entre els seus murs sortia un altre mur que, seguint el carrer Santa Madrona s'unia amb l'Ajuntament, on s'obria una porta d'accés al recinte urbà. L'entrada a l'edifici es troba sota el cobert, donant a una planta per a guardar útils i gra, essent les plantes superiors utilitzades com a habitatge, amb finestrals i motllurats i un balcó corregut. Posteriorment es va obrir una petita terrassa en un lateral. Les golfes s'il·luminen amb petites obertures.
Fa poc temps s'ha reparat la coberta i el ràfec, les façanes i la terrassa.

## Història
Al lateral dret de la porta encara es veu en baix relleu el nom de la casa